# Abbey Road (Straße)
Abbey Road ist eine Durchgangsstraße in den Stadtbezirken London Borough of Camden und City of Westminster in Greater London. Sie verläuft grob von Nordwesten nach Südosten durch St. John’s Wood in der Nähe des Cricket-Stadions Lord’s Cricket Ground und ist Teil der Straße B507. Abbey Road ist vor allem wegen der Abbey Road Studios berühmt und weil sie auf dem Cover des gleichnamigen Albums der Beatles abgebildet ist, das im September 1969 veröffentlicht wurde.

## Lage
Das nordwestliche Ende der Abbey Road beginnt in Kilburn an der Kreuzung mit Quex Road und West End Lane. Die Straße war einst ein Weg, der zum Kilburn Priory und der dazugehörigen Abbey Farm führte und zu Beginn des 19. Jahrhunderts angelegt wurde. Sie führt etwa 1,4 km weiter nach Südosten und überquert Priory Road, Belsize Road, Boundary Road (die die Grenze zwischen Camden und Westminster bildet) und Marlborough Place und endet an der Kreuzung von Grove End Road und Garden Road. Von Westen her mündet Abercorn Place in die Straße.

## Geschichte
Die Abbey National Building Society (jetzt Santander UK) wurde 1874 als The Abbey Road & St John's Wood Permanent Benefit Building Society in einer Baptistenkirche in der Abbey Road gegründet.

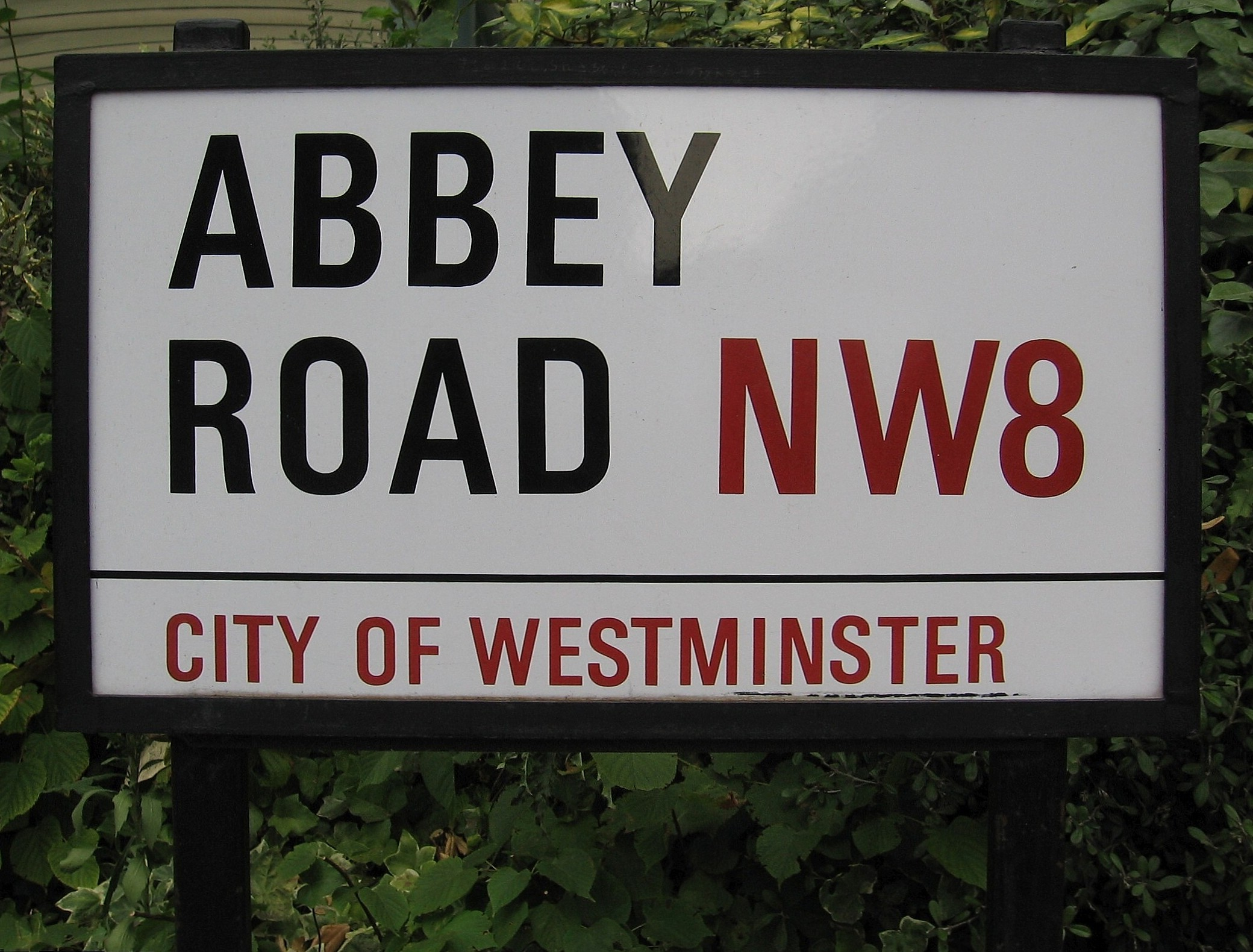
Straßenschild der Abbey Road

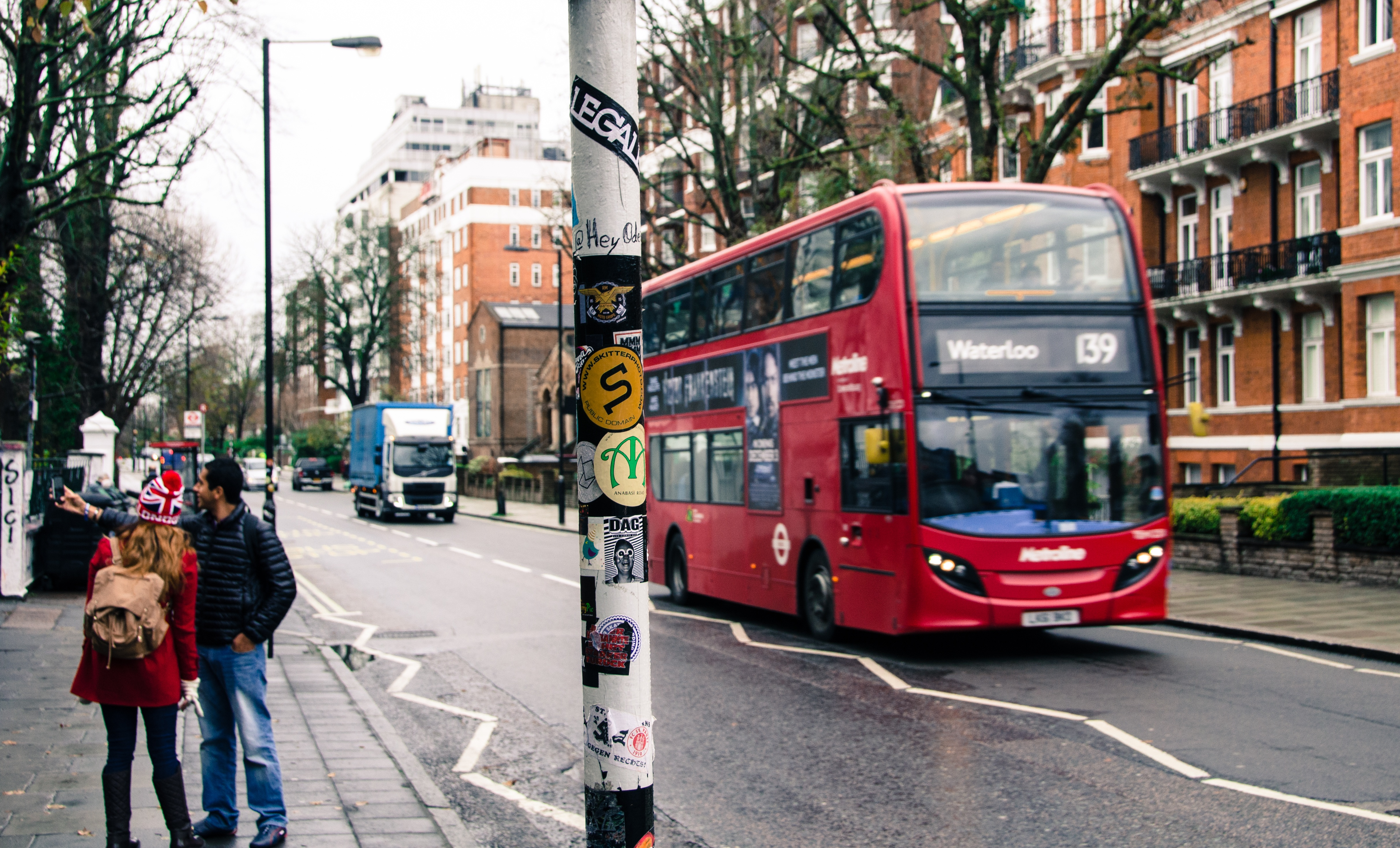
London Bus Linie 139 auf der Abbey Road (2015)

Die Abbey Road Studios von EMI befinden sich am südöstlichen Ende in der Abbey Road 3 in St. John’s Wood. Rigo Tovar, die Beatles, Kanye West, Glenn Miller, Queen, Radiohead, Lady Gaga, Shirley Bassey, Aretha Franklin, ABBA, Cliff Richard, Kate Bush, Brockhampton, Kylie Minogue, Pink Floyd und viele andere berühmte Künstler der Popmusik haben in diesem Studio aufgenommen. Die Beatles benannten ihre letzte Studio-LP nach dieser Straße, und das Coverfoto des Albums zeigt die vier Bandmitglieder, wie sie den Zebrastreifen direkt vor dem Studioeingang überqueren.
Aufgrund seiner Verbindung zu den Beatles ist dieser Abschnitt der Abbey Road ein beliebtes Ziel für Londoner Touristen. Im Dezember 2010 wurde dem Übergang von English Heritage der offizielle Status eines denkmalgeschützten Objektes der Kategorie II verliehen. Der Zebrastreifen auf dem Beatles-Cover ist zu einem beliebten Fotomotiv geworden, obwohl die Straße immer noch eine stark befahrene Verkehrsader ist.
Der Übergang ist im Zuge verkehrsorganisatorischer Maßnahmen in den 1970er Jahren möglicherweise um mehrere Meter verlegt worden. Ein Sprecher des Westminster City Council erklärte im Jahr 2010: „Durch einen Vergleich von Fotos mit den Karten des Ordnance Survey gehen wir davon aus, dass der Übergang weiter nördlich in der Nähe von 3 Abbey Road gelegen haben könnte, dem Vorderhaus der EMI Studios. Auf Originalfotos des Übergangs sind die Stufen von Neville Court rechts vom Übergang zu sehen, während der heutige Übergang in der Nähe der Kreuzung von Abbey Road und Grove End Road liegt.“
Das Albumcover der Beatles wurde im Laufe der Jahre oft parodiert. Das Straßenschild an der Ecke Grove End Road und Abbey Road, das häufig beschmiert oder gestohlen wurde, ist jetzt hoch oben am Gebäude an der Ecke angebracht, um der Gemeinde die Kosten für Reinigung und Ersatz zu ersparen. Die Gemeinde streicht die Wand neben dem Zebrastreifen alle drei Monate neu, um die Graffiti der Fans zu überdecken.
Abbey Road ist auch ein Wahlbezirk in der City of Westminster. Bei der Volkszählung von 2011 hatte er eine Bevölkerungszahl von 11.250.